# Synonchiella microspiculoides
Synonchiella microspiculoides är en rundmaskart. Synonchiella microspiculoides ingår i släktet Synonchiella, och familjen Selachinematidae. Arten är reproducerande i Sverige.